# Větrný mlýn (Klobouky u Brna)
Větrný mlýn sloupového typu se nachází v obci Klobouky u Brna, okres Břeclav. V roce 2000 byl Ministerstvem kultury ČR prohlášen kulturní památkou ČR.

## Historie
V Kloboukách u Brna stávalo šest větrných mlýnů. Postupem let se jejich počet snížil, takže v roce 1936 zůstal jediný, nejstarší z roku 1748. I jeho osud se zdál být naplněn. Majitel mlýna neměl peníze k jeho údržbě a chtěl jej rozebrat a dříví prodat. Do záchrany se zapojil Muzejní spolek v Kloboukách a na to i Památkový úřad v Brně. Mlýn odkoupila Občanská záložna v Kloboukách a provedla jeho opravu. V roce 1940 byl mlýn slavnostně otevřen. V dubnu roku 1945 byl zničen postupující Rudou armádou.
Na místo původního mlýna ve vrchovině Ždánický les v nadmořské výšce 295 m byl v roce 1982 přenesen do Klobouk u Brna dřevěný větrný mlýn, který byl postaven v roce 1825 v Pacetlukách u Kroměříže. V období 1982–1984 byl podroben rekonstrukci. Dne 1. června byl zpřístupněn veřejnosti.

## Popis
Větrný mlýn je sloupového (také německého, beraního) typu, ukončen sedlovou zvalbenou střechou krytou šindelem. Mlýn stojí na čtvercovém půdorysu. Hlavní hřídel má průměr 0,45 metrů a délku 6 metrů. Polečné kolo s 96 palci má průměr tři metry. Ve mlýně je jedno složení s mlýnskými kameny o průměru 1,1 metr a výškách 15 a 30 centimetrů.
| půdorys [m] | výška [m] | Větrné kolo | Větrné kolo        | délka lopaty [m] | zdroj |
| ----------- | --------- | ----------- | ------------------ | ---------------- | ----- |
| půdorys [m] | výška [m] | průměr [m]  | plocha křídel [m2] | délka lopaty [m] | zdroj |
| 5,3×5,25    | 11,2      | 15,5        | 10,8               | 8                | [ 2 ] |